# La Asunción de la Virgen (Juan Martín Cabezalero)
La Asunción de la Virgen es una obra del artista español Juan Martín Cabezalero, de hacia 1665. Está pintada al óleo sobre lienzo y se conserva en el Museo del Prado (Madrid).

## Historia
La obra fue comprada en 1829 por el rey Fernando VII a los herederos de un tal José Antonio Ruiz. Llegó al Museo del Prado desde el palacio de Aranjuez.
Durante mucho tiempo fue atribuida al pintor Mateo Cerezo, a pesar de las diferencias evidentes con el conjunto de la obra conocida de este artista. No fue hasta 1959 en que el profesor Martín Soria señaló su relación con las obras documentadas de Cabezalero para la Venerable Orden Tercera de Madrid, pintadas hacia 1667-1668.

## Análisis de la obra
El cuadro de Cabezalero, muy hermoso y reproducido en innumerables ocasiones, representa la Asunción de María a los cielos según una iconografía tradicional que divide la obra en dos partes: la terrenal, en la que se muestra el sepulcro vacío y las reacciones de los personajes que asisten al acontecimiento, y la celestial, en la que la Virgen asciende a la Gloria acompañada por un grupo de ángeles y querubines. Según el relato de la Asunción de María en la Leyenda Áurea de Jacobo de la Vorágine, la Virgen estuvo acompañada en sus horas finales por los Apóstoles. Ellos son los personajes sorprendidos que pueden verse en la parte inferior del lienzo.
A pesar de que el cuadro muestra la influencia de la pintura flamenca en la composición, en los tipos y en el color, no sigue en absoluto los grabados de Rubens del mismo tema, como se hacía con frecuencia en la pintura madrileña de aquellos momentos.
La obra resulta característica del estilo general de Cabezalero, que Alfonso E. Pérez Sánchez, historiador del arte y ex director del Museo del Prado, sintetizó así: «El carácter monumental y escultural de sus personajes, tratados en grandes planos, con perfiles muy acusados, colores claros e intensos, con peculiares tonos de azul, amarillos anaranjados y vibrantes blancos nacarados.» También los tipos humanos representados en el cuadro son muy propios del modo de hacer del artista y concordantes con los de sus obras de autoría segura para la Venerable Orden Tercera, que ayudaron a identificar el lienzo como obra de Cabezalero. La composición del cuadro se organiza por medio de marcadas diagonales y muestra un uso muy hábil de las masas en movimiento.